# Dendrelaphis calligaster
Espèce
Synonymes
- Dendrophis calligastra Günther, 1867
- Dendrophis calligaster Günther, 1867
- Dendrelaphis calligastra (Günther, 1867)
- Dendrophis salomonis Günther, 1872
- Dendrelaphis salomonis (Günther, 1872)
- Dendrophis aruensis Doria, 1874
- Dendrophis darnleyensis Macleay, 1877
- Dendrophis katowensis Macleay, 1877
- Dendrelaphis schlenckeri Ogilby, 1898
- Dendrophis calligaster distinguendus Meise & Hennig, 1932

Statut de conservation UICN

 LC  : Préoccupation mineure
Dendrelaphis calligaster est une espèce de serpents de la famille des Colubridae.

## Répartition
Cette espèce se rencontre :
- en Australie au Queensland dans l'est de la  péninsule du cap York et dans les îles du détroit de Torrès ;
- en Indonésie en Nouvelle-Guinée Occidentale et aux Moluques ;
- en Papouasie-Nouvelle-Guinée ;
- au Salomon.

## Description

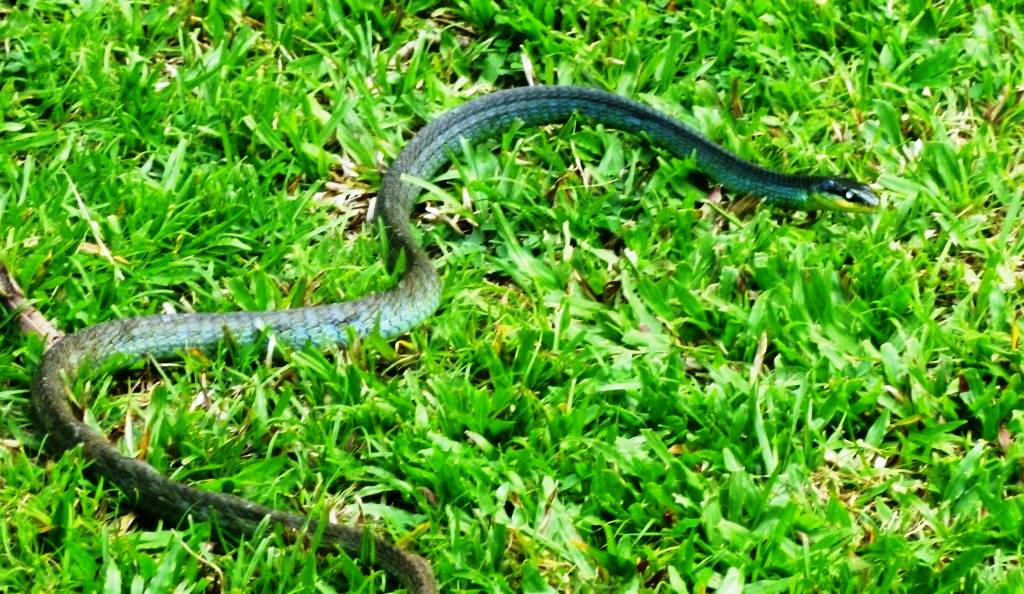

Dendrelaphis calligastra est un serpent ovipare de mœurs arboricole et diurne.

## Taxinomie
L'espèce Dendrelaphis salomonis a été placée en synonymie avec Dendrelaphis calligaster par Rooijen, Vogel et Somaweera en 2015

## Publication originale
- Günther, 1867 : Additions to the knowledge of Australian reptiles and fishes. Annals and Magazine of Natural History, sér. 3, vol. 20, p. 45-57 (texte intégral).